# Petroleum Development Oman
Petroleum Development Oman è stato il principale operatore in Oman per la ricerca di petrolio a partire dal 1937 quando ottenne la concessione. L'esplorazione è iniziata nel 1954 ma soltanto dieci anni dopo, nel 1964, fu trovato il petrolio a Fahud, al margine del grande deserto del Rub' al-Khali.